# Black First Land First
Black First Land First (« Les Noirs d'abord, la terre d'abord », abrégé en BLF) est un parti politique d'Afrique du Sud, panafricaniste et révolutionnaire, issu de la Conscience noire.
BLF a été fondé en 2015 par Andile Mngxitama, à la suite de son expulsion des Economic Freedom Fighters. En novembre 2019, BLF est radié administrativement de la liste officielle des partis politiques reconnus et aptes à se présenter à des élections, au motif que ses statuts étaient racistes et contraires au code électoral. Il est de nouveau enregistré par la commission électorale en novembre 2020 après la modification de ses statuts.
L'objectif principal prôné par Mngxitama, accusé de racisme anti-blancs à plusieurs reprises, vise à exproprier sans indemnité des terres appartenant à des Blancs, terres qu’il estime avoir été directement volées à des Africains. Il considère sur ce thème que les Economic Freedom Fighters (EFF) sont trop proches du congrès national africain (ANC) et des intérêts commerciaux. Le BLF a soutenu l’ancien président sud-africain Jacob Zuma et a également manifesté son soutien à la famille Gupta.

## Historique
En 2014, Andile Mngxitama est élu député sur la liste des Economic Freedom Fighters. Il s'éloigne cependant de son fondateur, Julius Malema, qu'il considère trop proche de l'ANC. En avril 2015, à la suite de dissensions insurmontables, Mngxitama et deux de ses camarades, Mpho Ramakatsa et Khanyisile Litchfield-Tshabalala, sont finalement expulsés du parti. Le projet de réforme agraire que Mngxitama entend voir mise en œuvre est plus radical que celui alors prôné par Malema. Pour Mngxitama , l'expropriation sans compensation des terres appartenant à des Blancs est une question essentielle.
Il fonde alors Black First Land First (BLF) en octobre 2015. Dans sa profession de foi, le parti déclare que l'Afrique du Sud ne jouit ni de la liberté ni de la dignité. Que la terre des Africains a été volée aux populations noires, que la Terre est la base de la liberté de celles-ci, de leur identité, de leur bien-être spirituel, de leur développement économique et de leur culture. Le parti réclame le retour de toutes les terres avec toutes leurs dotations à la surface comme en sous-sol.
Mngxitama manifeste à partir de 2017 son soutien à Jacob Zuma et à la famille controversée des Gupta. En juillet 2017, la révélation publique de mels privés suggèrent que Mngxitama recevait des instructions de la famille Gupta et de Bell Pottinger, leur société de relations publiques sous contrat.
En août 2017, Mngxitama exhorte la Reserve Bank of South Africa à s'emparer des exploitations agricoles blanches et à entamer la création d'une banque noire.
Le parti a participé aux élections générales sud-africaines de 2019 et n'a obtenu aucun élu.

## Idéologie
Se plaçant sous la patronage de Steve Biko, de Robert Sobukwe et de Thomas Sankara, Mngxitama a déclaré que les fondements idéologiques de son parti sont la conscience noire, le panafricanisme et le sankarisme. La primauté de la population noire en Afrique du Sud et l’expropriation sans compensation de toutes les terres du pays appartenant à des Blancs sont au centre de ses revendications. Il s'agit, selon BLF, de mettre fin par ce moyen à la souffrance, à la pauvreté, aux sans terre et à tous les autres maux qui auraient été causés par la suprématie blanche, condition sine qua non pour que l'Azanie soit libre.

## Résultats électoraux

### Assemblée nationale
| Année | Voix   | %    | Sièges  |
| ----- | ------ | ---- | ------- |
| 2019  | 19 796 | 0,11 | 0 / 400 |

## Polémiques
Le mouvement a été à plusieurs reprises accusés de violences et de pressions envers les journalistes, le ministre de la Police, Fikile Mbalula, évoquant à propos des BLF « des actions qui nuisent à la démocratie et à la liberté d'expression » .

### Menaces de mort
En juillet 2017, un membre de BLF a été accusé d'avoir harcelé et envoyé des menaces de mort par WhatsApp à un député de l'ANC, Makhosi Khoza, et à sa famille pour avoir appelé à voter une motion de censure contre le président Zuma. Mngxitama a nié les accusations, a affirmé que Khoza étant noir, son parti ne la menacerait jamais et a soupçonné qu'un blanc soit l'auteur des menaces bien que le numéro utilisé ait été officiellement identifié comme appartenant à BLF,.

### Appel à la haine et aux meurtres des Blancs
En septembre 2018, après avoir déjà tweeté avoir des envies de tuer des blancs, le porte-parole de BLF, Lyndsay Maasdorp déclare « que tous les Blancs d’Afrique du Sud sont par essence des criminels ».
En septembre 2018, Mngxitama demande que le chapitre 25 de la Constitution soit réécrit dans une version affirmant que toutes les terres d'Afrique du Sud ont été volées par les Blancs et doivent être restituées sans compensation aux noirs, les seuls propriétaires légitimes. De ce fait, Mngxitama souligne que cette demande d'expropriation ne concernerait pas les propriétaires noirs tels que l'Ingonyama Trust.
En décembre 2018, Andile Mngxitama, déclare à ses partisans lors d'un rassemblement près de Johannesburg que « Pour chaque personne tuée par l’industrie des taxis, nous tuerons cinq Blancs. […] Si vous tuez un d’entre nous, nous tuerons cinq d’entre vous. […] Nous tuerons leurs enfants, nous tuerons leurs femmes, nous tuerons leurs chiens, nous tuerons leurs chats, nous tuerons tout ». Mngxitama estima que ces appels au meurtre étaient sortis de leur contexte et qu'il ne s'agissait que de répondre à des propos tenus par le milliardaire Johann Rupert qui, évoquant le secteur des taxis et les EFF (et non BLF), avait déclaré « si ces gars rouges venaient, ils devraient se rappeler qu'il avait sa propre armée ». À la suite de ces propos, la Commission sud-africaine des droits de l'homme (SAHRC) annonce sa résolution à engager un recours auprès de la Cour pour l'égalité.
En février 2019, à la suite de l'effondrement d'une passerelle d'un lycée de Vanderbijlpark, qui avait provoqué la mort de 4 adolescents blancs, Maasdorp, porte parole de BLF, y voit une punition divine et déclare célébrer, au nom de BLF, « la mort de nos ennemis, de leurs enfants, de leurs chats et de leurs chiens »,. À la suite de ces remarques, la ligue des jeunes de l'Alliance démocratique annonce vouloir déposer plainte contre BLF pour propos racistes auprès de la Commission sud-africaine des droits de l'homme (SAHRC). De son côté, la fondation Ahmed Kathrada condamne les propos « méprisables et abominables » de Maasdorp.

### Occupation des terres
À la suite de l'occupation de fermes à Stellenbosch par BLF en 2018, d'appels de Mngxitama aux populations noires « à chasser les Blancs voleurs de terres », à occuper les terres appartenant à des Blancs, une dizaine de propriétaires de fermes viticoles du Cap occidental visés par des menaces et des harcèlements se regroupent en mars 2019 pour demander une interdiction judiciaire à l'encontre de BLF dont ils dénoncent le préjugé racial. Lors des audiences, BLF affirme que ces propriétaires de ferme anticipent une situation qui n’a pas eu lieu et affirme par ailleurs que seront cibler les fermes et fermiers qui ne sont pas regroupés pour obtenir l'interdiction judiciaire. En mai 2019, l'ordonnance de la Haute Cour du Western Cape donne raison aux fermiers, interdit aux membres de BLF d'entrer sur les terres des propriétés viticoles mentionnées dans la procédure et leur interdit d'y ériger ou de tenter d'ériger toute forme de structure, que ce soit de nature temporaire, permanente ou semi-permanente. Pour la porte parole de BLF, cette ordonnance d'interdiction ne pourra pas les empêcher de continuer à occuper d'autres terres. Il s'agit alors néanmoins de la seconde interdiction judiciaire prononcée à l'encontre de BLF, la première ayant concernée en 2018 des fermes appartenant à Johann Rupert, la bête noire de BLF. Dans ce contexte, en juin 2019, un viticulteur sud-africain de Stellenbosch, qui avait obtenu un ordre d'expulsion des squatters occupant les terres de sa ferme et qui avait donné plusieurs interviews à la presse internationale, dans lesquelles il mentionnait les menaces de mort qu'il recevait, est assassiné chez lui par quatre hommes parvenus à s'introduire à son domicile malgré les mesures de sécurité,,.

### Propos sur la shoah et la communauté juive
En septembre 2017, invoquant l’Equality Act qui interdit tout discours raciste, l’organisation représentant la communauté juive en Afrique du Sud, porte plainte contre Andile Mngxitama pour avoir publié des tweets dénigrant la Shoah et ses victimes. Le chef des BLF avait rendu hommage aux nazis pour leur fabrication d’abat-jours et de savons à partir des restes des dépouilles des Juifs qu’ils avaient assassinés,,. Mngxitama déclara également que « les sionistes et leurs laquais sont dans un État. C’est facile et c’est à propos de la terre. La terre noire ici et la terre palestinienne en Palestine occupée ».

### Changement climatique
En juin 2017, Andile Mngxitama a imputé au capitalisme blanc une violente tempête qui avait frappé Le Cap la semaine précédente. Il considère que le changement climatique est la faute du capitalisme et des Blancs qui avaient agressé la nature et que l'Afrique payait maintenant ces agressions. Pour lui, il n'existe pas de catastrophes naturelles mais seulement des catastrophes dû à des Blancs (visant notamment les familles Oppenheimer et Rupert, Helen Zille ou l'Alliance démocratique), que ce soit les tempêtes, la sécheresse et les tremblements de terre.

## Classification
En 2019, le Front de la liberté saisit la commission électorale pour faire déclassifier BLF car le parti n'accepte que des membres noirs, contrevenant ainsi au code électoral (Electoral Commission Act de 1996) interdisant d'exclure des personnes sur la base de leur race, de leur couleur ou de leur appartenance ethnique. La commission électorale décide en juillet 2019 de délister BLF des partis politiques sud-africains. Le parti fait appel de cette décision, celui-ci est rejeté le 4 novembre 2019 et BLF est retiré de la liste des partis de la Commission électorale d'Afrique du Sud le lendemain.
En novembre 2019, le mouvement décide d'amender ses statuts pour permettre sa reclassification en parti politique ce qui advient en novembre 2020.